# 가디언 히어로즈
《가디언 히어로즈》는 일본 회사 트레저가 제작한 진행형 격투 게임이다. '격투 RPG'를 표방해 기존의 《파이널 파이트》같은 전형적인 진행형 격투 게임플레이에 액션 롤플레잉 게임 요소가 가미된 구조를 갖췄다. 1996년 세가 새턴 기종으로 처음 출시됐다.
플레이어에 선택에 따라 스테이지가 달라지는 비선형 진행방식이 특징이다. 우쿄 마사키와 키쿠치 테츠히코가 기획했으며, 작곡은 전 옐로 매직 오케스트라 회원이었던 마츠타케 히데키가 맡았다.
2004년에 게임보이 어드밴스로 후속작 《어드밴스 가디언 히어로즈》가 발매됐다. 2011년에 그래픽을 HD로 강화한 개선판이 엑스박스 360의 엑스박스 라이브 아케이드 디지털 플랫폼으로 발매됐다.

## 게임플레이
주인공 일원들을 중심으로 이야기가 펼쳐지는 스토리 모드와 최대 6명이 게임 상에 등장하는 아무 인물들을 골라 서로 겨루는 VS 모드가 탑재됐다.

## 평가
| 평가 |          |
| --- | -------- |
| 평론 점수 평론사 점수 EGM 8.125/10 [ 4 ] 넥스트 제네레이션 [ 5 ] Maximum [ 6 ] Sega Saturn Magazine 95% [ 7 ] |          |
| 평론 점수 |          |
| 평론사 | 점수     |
| EGM | 8.125/10 |
| 넥스트 제네레이션                                                                                             | [ 5 ]    |
| Maximum | [ 6 ]    |
| Sega Saturn Magazine                                                                                          | 95%      |

## 참조
1. ↑  영어: Guardian Heroes, 일본어: ガーディアン ヒーローズ